# Eparchia wołgogradzka
Eparchia wołgogradzka – jedna z eparchii Rosyjskiego Kościoła Prawosławnego. Jej obecnym ordynariuszem jest metropolita wołgogradzki i kamyszyński Teodor (Kazanow), zaś funkcję katedry pełni sobór Kazańskiej Ikony Matki Bożej w Wołgogradzie. Należy do metropolii wołgogradzkiej.
Eparchia powstała w 1918 pod nazwą eparchia carycyńska decyzją Świętego Synodu Rosyjskiego Kościoła Prawosławnego i objęła terytorium guberni carycyńskiej. W momencie powstania liczyła ok. 600 cerkwi parafialnych i siedem monasterów. Jej pierwszym ordynariuszem został biskup Damian (Goworow). Po ostatecznym zdobyciu Carycyna przez Armię Czerwoną biskup Damian wycofał się z miasta razem z białymi Siłami Zbrojnymi Południa Rosji. Władze bolszewickie zdecydowały o zamknięciu wszystkich monasterów eparchii. W latach 20. XX wieku znaczne wpływy na terytorium eparchii zyskała Żywa Cerkiew: w 1925 kanoniczna Cerkiew prowadziła 35 parafii, do odnowicieli należało 350 placówek duszpasterskich. W latach 30. XX wieku z polecenia władz dokonano masowej likwidacji świątyń prawosławnych, zaś w 1932 zniszczony został katedralny sobór św. Aleksandra Newskiego w Wołgogradzie. Od 1937 eparchia nie miała ordynariusza. W kwietniu 1944 na terytorium administratury przetrwało 18 parafii obsługiwanych przez 18 duchownych. Wskutek zmiany polityki władz stalinowskich wobec Rosyjskiego Kościoła Prawosławnego oprócz nich otwarte zostało dalszych 26 cerkwi. W latach 50. na terenie eparchii ponownie zamknięto szereg parafii, zaś w 1959 administratura została całkowicie zlikwidowana. Od 1925 do 1959 funkcjonowała jako eparchia stalingradzka. Następnie od 1959 do 1991 jej ziemie należały do eparchii saratowskiej.
W 2005 eparchia dzieliła się na 13 dekanatów. Prowadziła 254 parafie obsługiwane przez 271 kapłanów (56 parafii i 72 duchownych na początku lat 90.XX wieku), podlegało jej sześć monasterów. Eparchia posiadała również trzy cerkwie-statki, przy pomocy których prowadzona była praca misyjna w miejscowościach nie posiadających własnych świątyń.
W 2012 z terytorium eparchii wołgogradzkiej wydzielono dwie nowe: uriupińską i kałaczowską.
W 2013 w skład eparchii w jej nowych granicach wchodziło 130 parafii (z czego w samym Wołgogradzie 78), zgrupowanych w 6 dekanatach: wołgogradzkim centralnym, wołgogradzkim drugim, wołgogradzkim południowym, wołgogradzkim północnym, dubowskim i kamyszyńsko-kotowskim. Działały też dwa klasztory:
- monaster Świętego Ducha w Wołgogradzie, męski
- monaster Wniebowstąpienia Pańskiego w Dubowce, żeński.

## Biskupi ordynariusze[4]
- Damian (Goworow), 1918–1919
- Nifont (Fomin), 1919–1922
- Trofim (Jakobczuk), 1923–1924
- Tichon (Rusinow), 1924–1925
- Nifont (Fomin), 1925–1927
- Arseniusz (Smoleniec), 1927–1930
- Dymitr (Dobrosierdow), 1930
- Teodozjusz (Waszczinski), 1930
- Piotr (Sokołow), 1930–1935
- Antoni (Romanowski), 1935–1937
- Filip (Pierow), 1937
- German (Timofiejew), 1991–2018[2]
- Teodor (Kazanow), od 2018[2]